# Prestonia tysonii
Prestonia tysonii är en oleanderväxtart som beskrevs av Alwyn Howard Gentry. Prestonia tysonii ingår i släktet Prestonia och familjen oleanderväxter. Inga underarter finns listade i Catalogue of Life.